# Frank John
Frank John (* 6. April 1972) ist ein deutscher Kommunalpolitiker (SPD) und seit Juni 2025 Landrat des Saarpfalz-Kreises.

## Leben
Frank John ist in Limbach, einem Ortsteil der Gemeinde Kirkel, aufgewachsen. Nach dem Abitur am Saarpfalz-Gymnasium in Homburg studierte er Volkswirtschaftslehre in Saarbrücken. Zudem machte er eine Ausbildung zum geprüften Bilanzbuchhalter. Unter Landrat Clemens Lindemann war er als Buchhalter in der Verwaltung des Saarpfalz-Kreises tätig und leitete die Stabsstelle Controlling für den gesamten Landkreis. Von 2009 bis 2024 stand er als Bürgermeister an der Spitze der Kommunalverwaltung von Kirkel. Bei der Stichwahl für das Amt des Bürgermeisters in Kirkel am 23. November 2008 setzte sich Frank John mit 52,9 % gegen den Amtsinhaber Armin Hochlenert (CDU) durch, der nur 47,1 % erzielte. Bei der Bürgermeisterwahl am 11. September 2016 in Kirkel gewann Frank John erneut, dieses Mal gegen den Herausforderer Carsten Baus (CDU) und wurde mit 76 % der Stimmen wiedergewählt.
Bei der Landratswahl für den Saarpfalz-Kreis gewann Frank John am 23. Juni 2024 die Stichwahl mit 60,64 % der Stimmen gegen den Kandidaten der CDU, Klaus-Ludwig Fess, der auf lediglich 40,36 % der Wählerstimmen kam. Von Oktober 2024 bis Mai 2025 war Frank John in der Bauabteilung des saarländischen Innenministeriums tätig und kümmerte sich um den Landesentwicklungsplan, der unter anderem festlegt, unter welchen Bedingungen Kommunen Neubaugebiete ausweisen dürfen. Am 2. Juni 2025 trat Frank John als Nachfolger von Theophil Gallo das Amt des Landrats im Saarpfalz-Kreis an.

## Weitere Funktionen und Ämter
- Vorsitzender des ASB Kreisverband Saarpfalz
- Vorsitzender des Kreisverbandes der Obst- und Gartenbauvereine im Saarpfalz-Kreis

## Persönliches
Frank John ist alleinerziehender Vater einer Tochter.